# 2020年清明中华人民共和国全国性哀悼活动
中华人民共和国国务院为表达对全国对抗2019冠状病毒病疫情牺牲者和逝世者的哀悼，于2020年4月3日发布公告，决定于2020年4月4日清明节举行全国性哀悼活动。这是中华人民共和国首次因“重大突发公共卫生事件”启动全国性哀悼。在此期间内，通常国内所有的政府机构、驻外机构下半旗，停止公共娱乐活动，举行默哀仪式。

## 线下纪念活动
中华人民共和国全国与驻外使领馆下半旗志哀。2020年4月4日10时起，全国人民默哀3分钟，汽车、火车、舰船鸣笛，防空警报鸣响。
中共中央总书记习近平、国务院总理李克强等党和国家领导人在北京市中南海怀仁堂前参加悼念活动。北京天安门广场下半旗志哀。
香港特別行政區懸掛國旗及區旗的政府機構下半旗（包含國旗和區旗）誌哀。香港行政長官林郑月娥早上十時與香港立法會主席、行政會議成員及司局長在行政長官辦公室默哀三分鐘。澳門特別行政區所有政府機關、立法和司法機關、駐外辦事處、學校、公共地點下半旗致哀。澳門行政長官賀一誠聯同五位司長及行政長官辦公室主任為抗擊新冠狀病毒鬥爭犧牲烈士和逝世同胞默哀。多国驻华大使馆亦下半旗志哀。
4月4日上午10时至10时03分，武汉市主次干道交通信号灯统一调至红灯3分钟，汉口江滩一元路广场举行悼念活动，旨在「悼念新冠肺炎疫情牺牲烈士和逝世同胞」。多地地铁鸣笛。北京地铁全线在10时整临时停车3分钟，每分钟鸣笛15秒，以悼念牺牲者和逝世者。深圳地铁10时起停止安检3分钟默哀。
中国抗疫专家、中国工程院院士钟南山在接受中央纪委国家监委网站和中国纪检监察报专访后，在办公室中肃立默哀。

## 网络
中国大陆各大网站均将页面换成黑白，以悼念逝者，规模较大的视频网站则会更多的推送抗击疫情的视频。更有视频网站（如优酷）在当日停止视频搜索服务，进行哀悼。微博号召网友将头像改为灰色，以悼念逝者。B站主站、直播、应用程序及漫画应用程序的主页均变成黑白；直播只保留央视新闻等少数几个与抗疫相关的直播；当日更新的番剧也推迟到4月5日0:30更新。知乎也发起有关哀悼抗疫牺牲烈士和逝世同胞的活动。中华人民共和国国务院官方网站除国徽及现任国家领导人相关照片之外均变为黑白。
中国大陆各大在线游戏及直播平台也响应号召，停服停播一天进行哀悼活动。

## 电视与广播
从4日零时起，中国大陆几乎全部的电视台都将各频道台徽调成灰色或黑白色，所有广播电视频道停播一切剧集、电影、综艺、动漫类节目，暂停商业广告播出，当日仅播出新闻、纪实类节目和公益广告。由于这一原因，各大卫视原定的多档电视剧、综艺排播暂停播出或延播。绝大多数卫视频道和地面频道于哀悼日当天转播央视一套或央视新闻频道（当日两套节目自上午6时（UTC+8）起共用一个节目表，各电视台制作的新闻亦会照常播出），少数电视频道（主要为部分一线卫视、部分地方综合频道、部分付费频道、部分移动电视和部分国际频道，例如北京卫视、上海东方卫视、湖南卫视、浙江卫视、江苏卫视、老故事、中学生、新科动漫、发现之旅、新华社电视等）则自行安排，部分同属一个台的地面频道（如北京电视台各频道、上海都市频道、青岛广播电视台、济南广播电视台各频道等）则暂停全天节目播出、与该地方电视台的卫视频道或综合频道并机。陕西卫视则在转播央视的节目途中插播自己的直播节目《庚子年清明视频公祭轩辕黄帝典礼》，之后继续转播央视。上海外语频道（ICS）则转播CGTN。还有少数付费频道当天不开台，全天显示测试卡或黑屏（例如DOXTV和CBN系列全部频道等）。
广东广播电视台在4日零时起把旗下所有地面电视频道并机广东卫视转播的中国中央电视台综合频道，并把自家台标调成黑白色。转播途中插播自行制作的《广东新闻联播 》及自制的疫情防控特别节目。因此广东综艺4K超高清频道也于同一天以4K格式转播了广东新闻联播和央视新闻联播两档主新闻节目（备注：当时的央视新闻联播仍然未实现全高清制播），及其后的广东台自制节目。因应全国哀悼日，广东台将部份呼号画面和节目片头中的黄色和红色等暖色调作滤色处理。而广东电台则把所有广播频率并机转播央广中国之声的节目。所有广播和电视转播持续至5日零时结束。转播结束后，广东公共频道（现广东民生频道）随即播出录播好的新闻节目《DV现场》。
香港和澳门的电视台中，凤凰卫视各个频道的台徽调成灰色，凤凰卫视中文台和凤凰卫视电影台全天并机凤凰卫视资讯台节目。澳广视全部频道和Channel V中國頻道将台标调成灰色，但是仍然正常播出自己的节目。广东广电网络将音樂電視網中國頻道（MTV China）所播出之内容全日封锁，亦对香港無綫電視翡翠台和明珠台的商业广告及娱乐节目用港府公益广告和预录的伪节目进行覆盖。澳亚卫视在凌晨亦遭屏蔽，但之后恢复正常（但屏蔽了一些商业广告时段）。
其他境外频道方面，星空卫视仅把台标调成黑白，但是照常播放卖药广告。而广州珠江数码、深圳天威视讯当日单方面停播全部境外频道并改转播CCTV-1，但是深圳天威用户可通过回看的方式收看该频道原本的节目。
广播方面，中央人民广播电台大部分广播频率并机中国之声。大部分省市和地方电台同时转播中国之声，亦有部分电台转播央视的伴音信号。
新媒体方面，各大视频网站和App界面均变成黑色，并停止推送一切点播一天，只保留新闻资讯类内容。全国各地广电网络云互动、IPTV均暂停一天点播业务。

## 图集

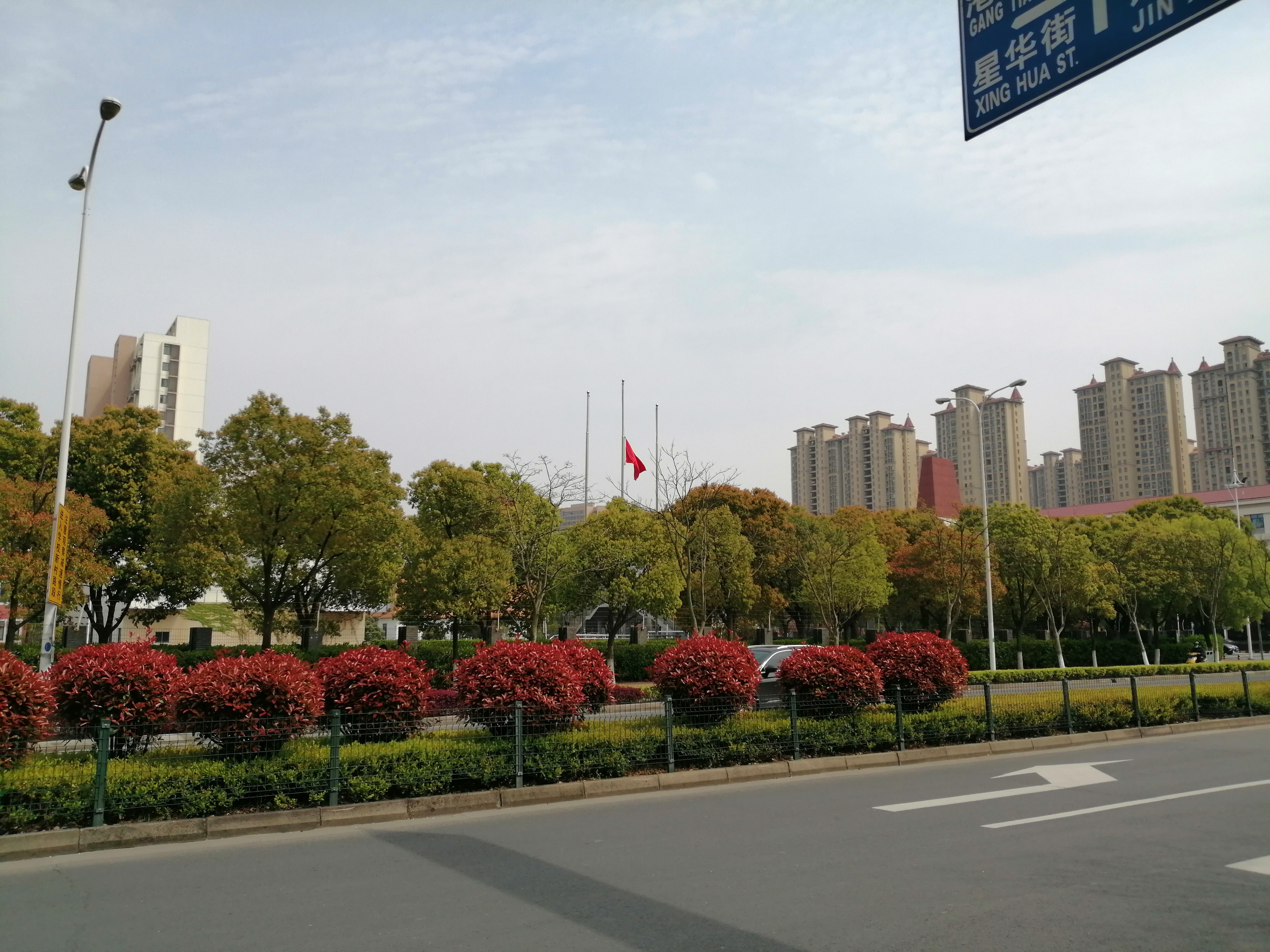
4月4日当天，江苏省苏州市一所学校下半旗。
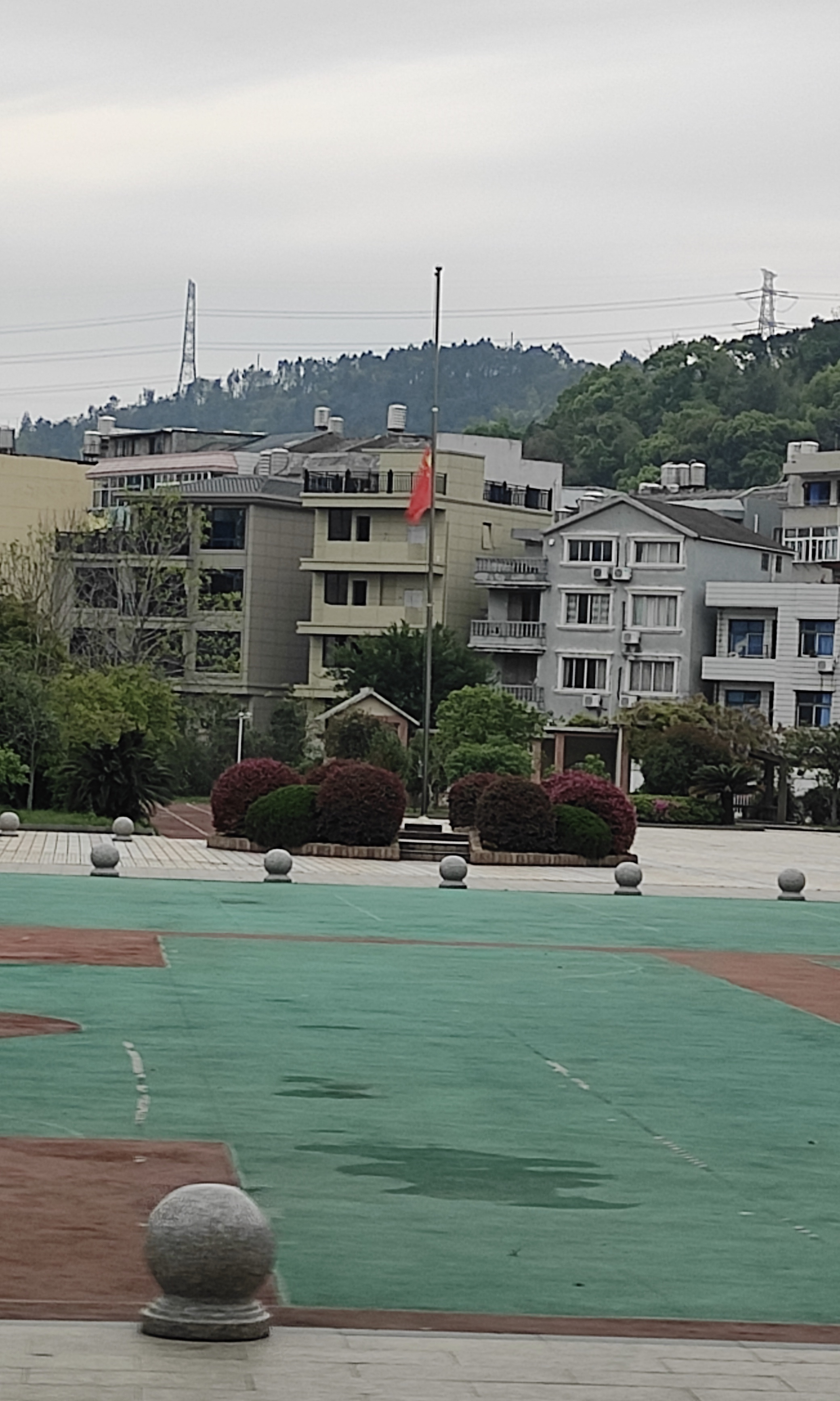
浙江省玉环市一所小学下半旗。
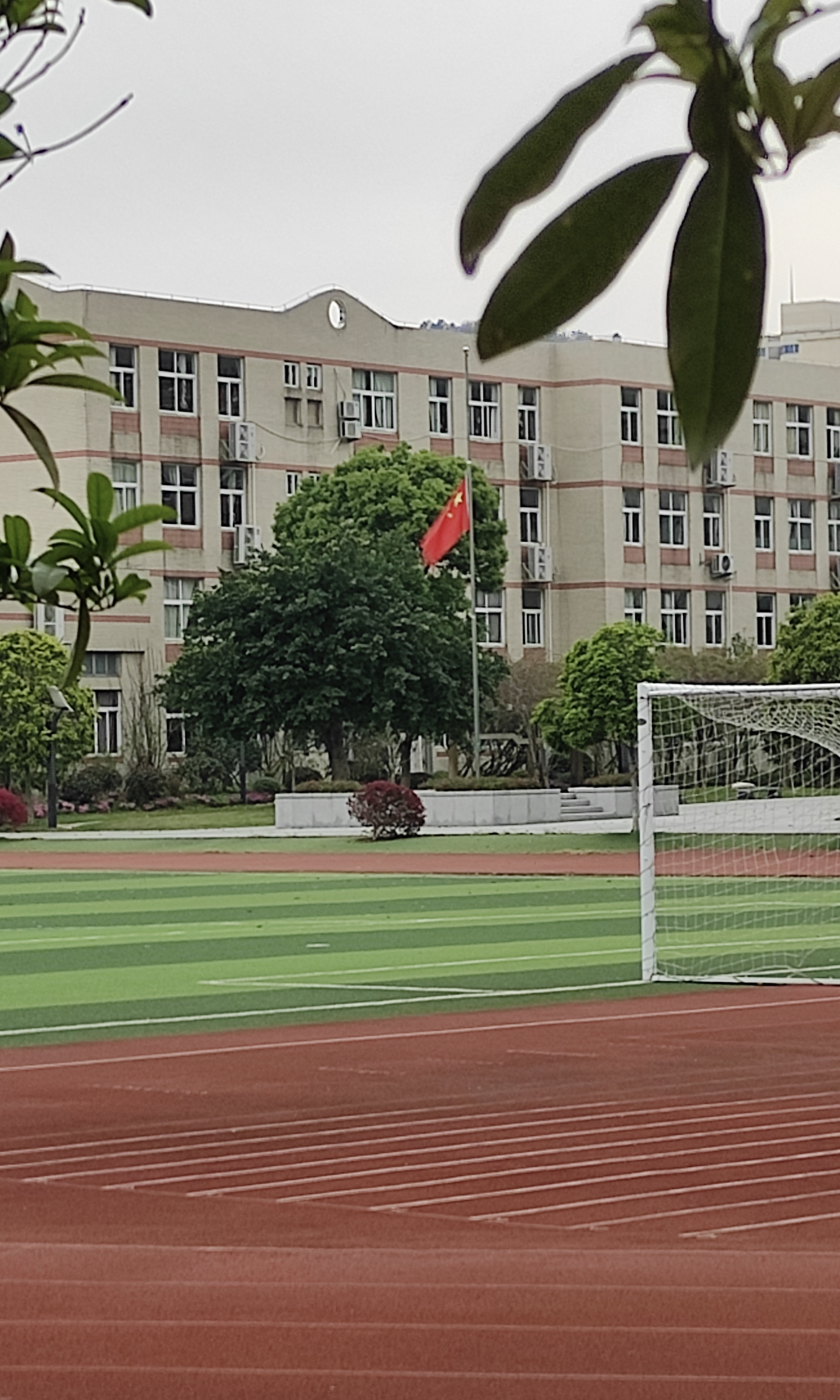
浙江省台州市一所初中下半旗。
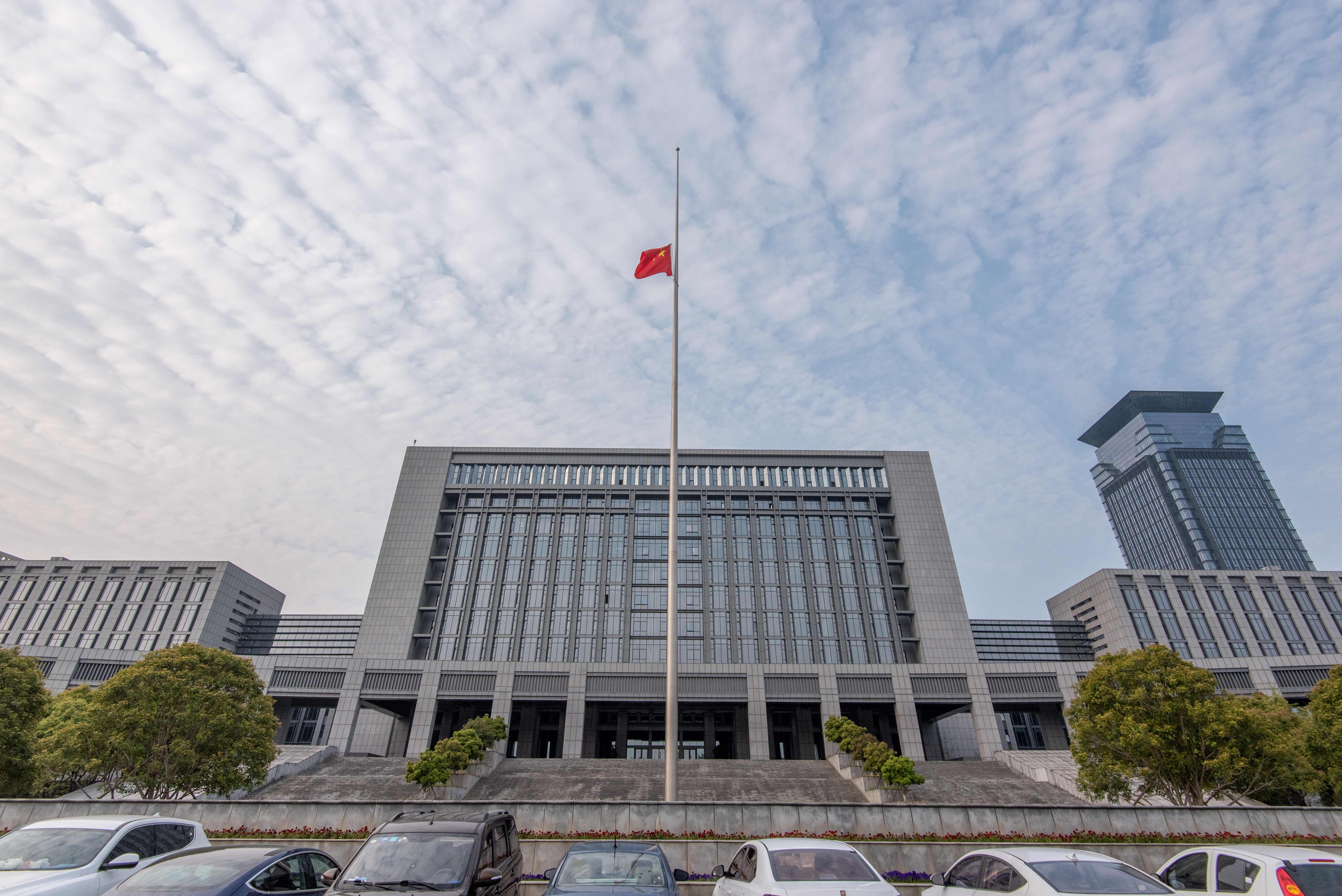
浙江省宁波市镇海区政府下半旗志哀。
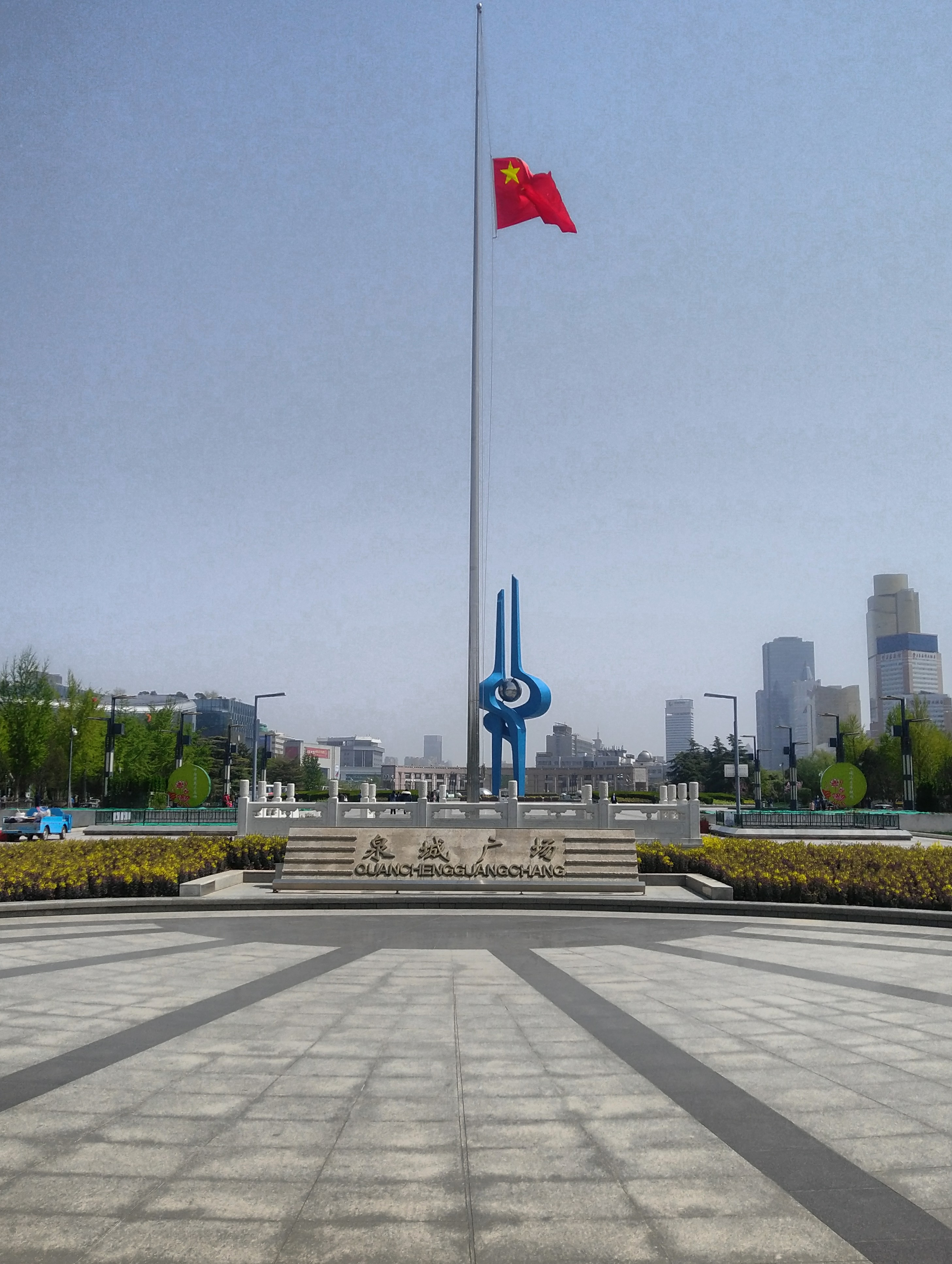
山东省济南市泉城广场下半旗为死者志哀。
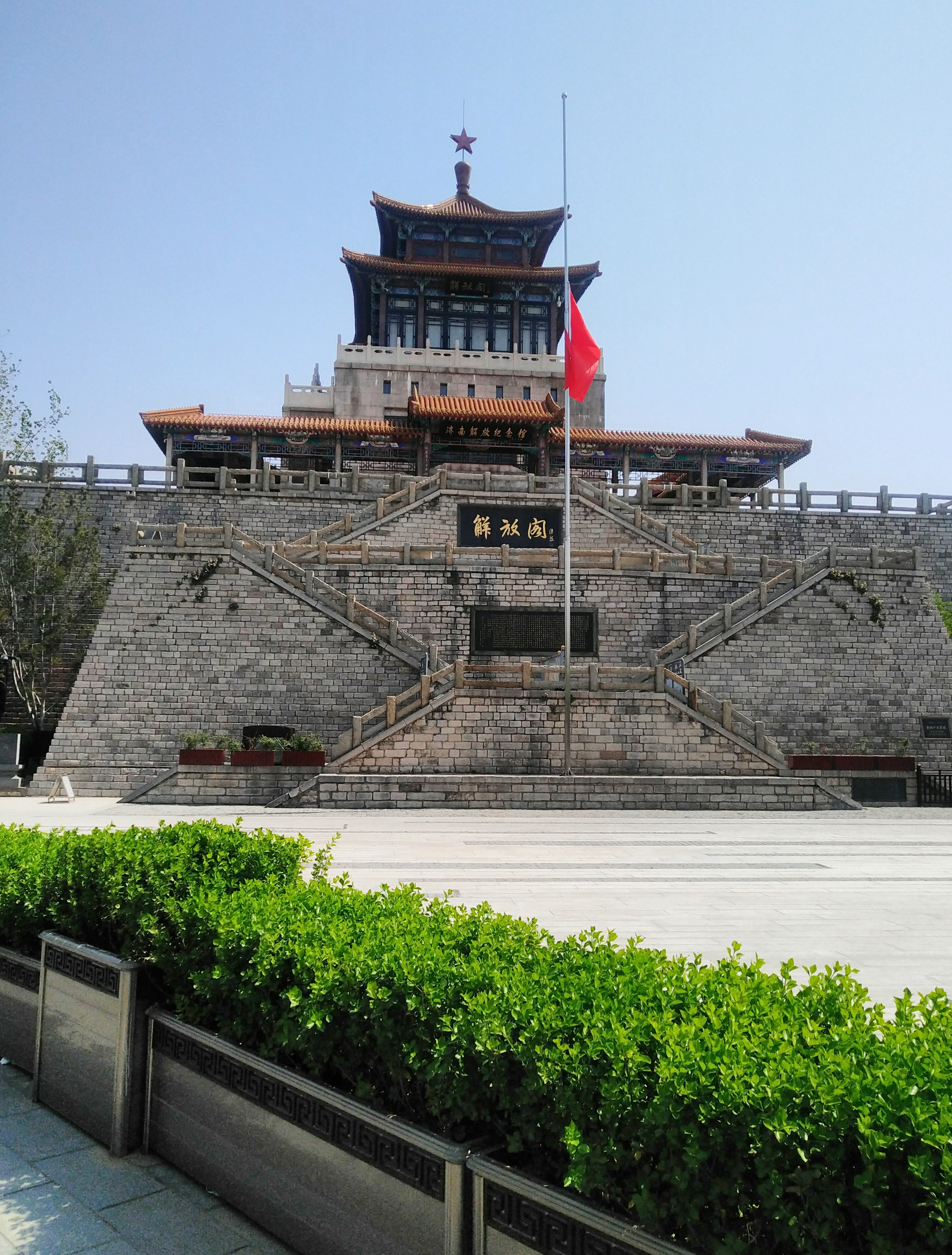
山东省济南市解放阁下半旗。
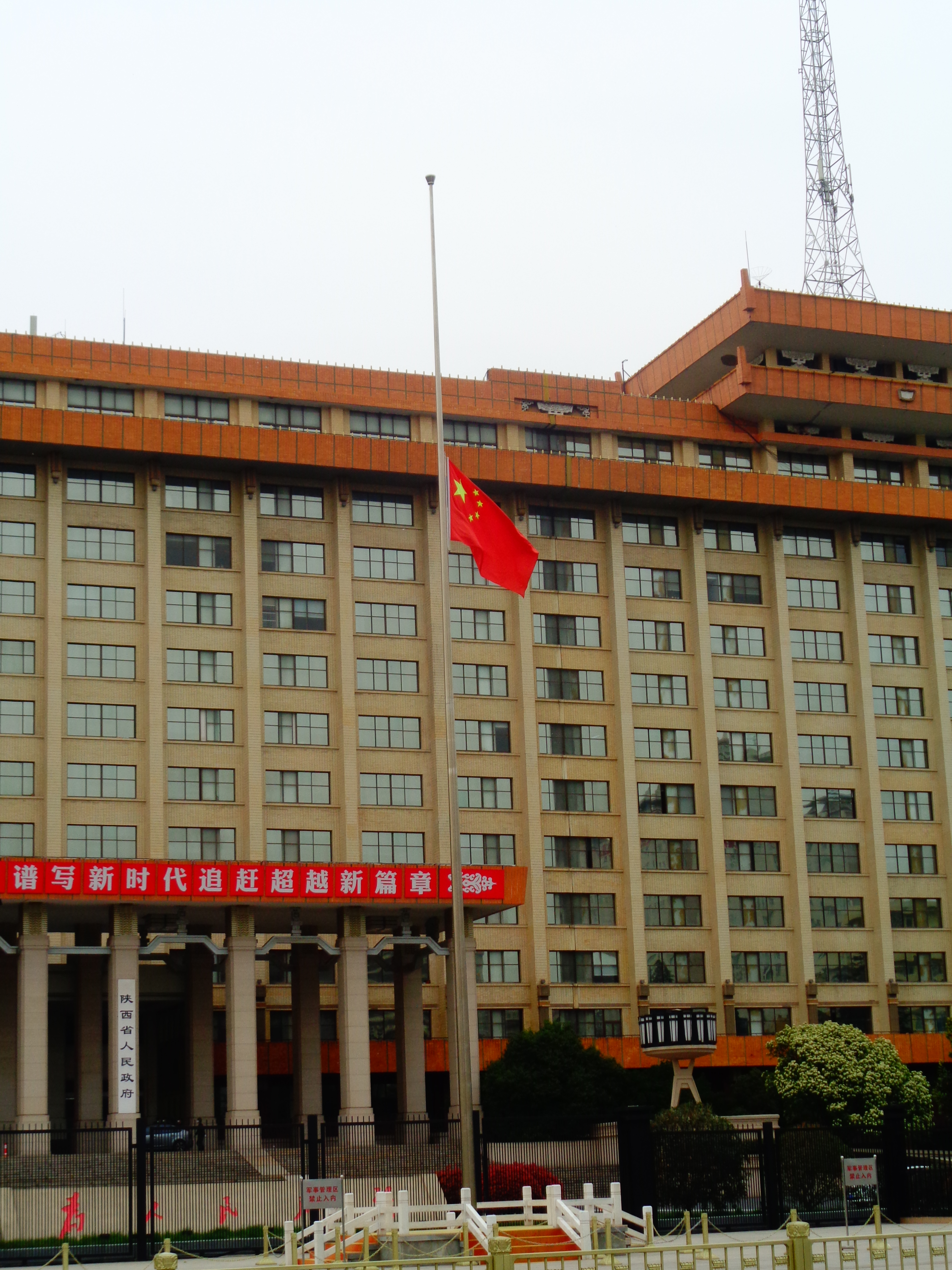
陕西省政府下半旗默哀
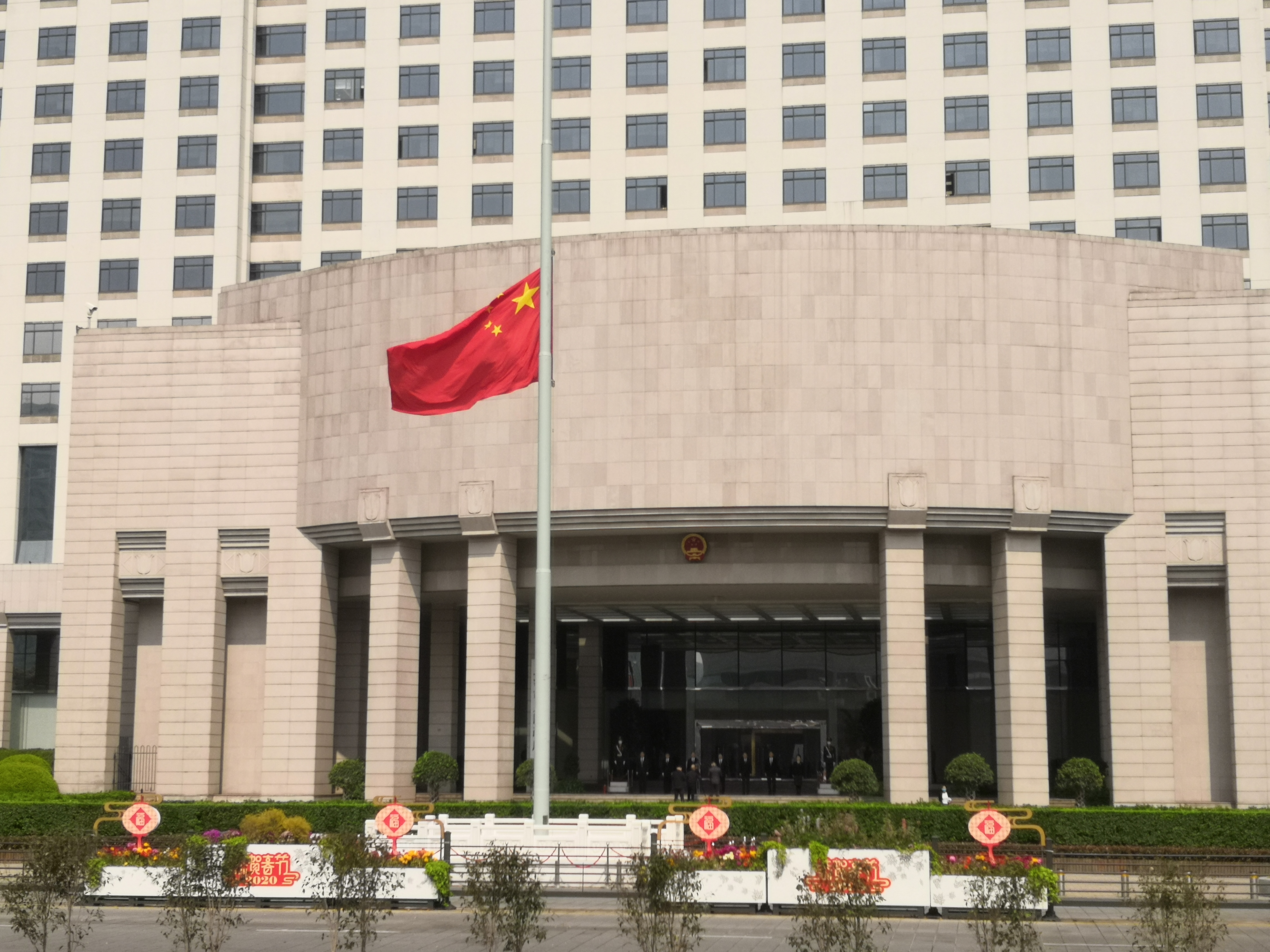
上海市人民政府下半旗志哀，党政领导在人民大厦门口默哀